# Beetlejuice (musical)
Beetlejuice és un musical amb llibret escrit per Scott Brown i Anthony King i amb música i lletra d'Eddie Perfect. Està basat en la pel·lícula homònima de 1988. La història tracta d'una parella difunta que intenta espantar els nous habitants de la seva antiga llar i demanen ajuda a un fantasma bio-exorcista anomenat Betelgeuse (pronunciat en anglès com "Beetlejuice"), que és convocat dient el seu nom tres vegades. Un dels nous habitants és una jove, Lydia, que s'enfronta a la mort de la seva mare i al seu pare negligent.
El musical va tenir una prova al National Theatre de Washington, D.C. l'octubre de 2018, abans d'estrenar-se a Broadway al Winter Garden Theatre el 25 d'abril de 2019. Està produït per Warner Bros. Theatre Ventures (propietat de la franquícia Warner Bros.). A causa de la pandèmia de la COVID-19, l'espectacle va fer la seva darrera actuació al Winter Garden l'11 de març de 2020. Va reobrir al Marquis Theatre el 8 d'abril de 2022 i va finalitzar el 8 de gener del 2023.

## Argument

### Primer Acte
Un grup de persones en un cementiri ploren la mort d'Emily Deetz. La filla d'Emily, Lydia, reflexiona sobre la mort de la seva mare i sobre la seva pròpia incapacitat de fer-se notar pel seu pare, Charles. Apareix un dimoni mil·lenari anomenat Beetlejuice i es burla de la idea de viure la vida al màxim, ja que tot serà inútil un cop arribi la mort. Aleshores, Beetlejuice s'adreça directament al públic, explicant que, com a dimoni, és invisible per a tots els éssers vius tret que aconsegueix que una persona viva digui el seu nom tres vegades, i revela que ha ideat un pla per aconseguir-ho.
Aleshores, Beetlejuice presenta Adam i Barbara Maitland. Són una parella casada normal que volen desesperadament formar una família, però no estan preparats emocionalment i projecten les seves inseguretats en les seves aficions. Mentre els Maitland es raonen per què no estan preparats per tenir un fill, cauen a la seva mort a través de taules de terra inestables a casa seva. El «Manual per als difunts recentment» cau del cel, però Beetlejuice el crema, volent que els Maitlands, recentment morts, embruixen la seva casa i aconsegueixin que una persona viva digui el seu nom tres vegades. Quan els Maitland es desperten de la seva caiguda i s'adonen que estan morts, Beetlejuice es revela a la parella i s'ofereix a ajudar-los a adaptar-se al més enllà. Revela als Maitland que una nova família, els Deetze, han comprat la seva casa i que per quedar-se sols hauran d'espantar-los, així que els Maitland accepten la seva ajuda.
Mentre s'instal·la, Charles li revela a Lydia que vol crear una comunitat tancada, utilitzant la casa com a casa seu i que està celebrant un sopar amb uns amics de negocis. Lydia expressa el seu desig que la seva mare torni, esmentant el fet que a ningú sembla importar-li que se n'hagi anat. Pregant perquè enviï un senyal que encara hi és, la Lydia promet que el seu pare reconegui el fet que la tragèdia va afectar la seva família. A l'àtic, Beetlejuice intenta ensenyar als Maitland a causar por. Malgrat els seus millors intents, demostren que no fan gens de por. Beetlejuice es frustra amb la parella i els abandona, així que intenten espantar a la família Deetz ells mateixos. Mentrestant, Delia, una dona que Charles va contractar per animar a Lydia i la seua amant secreta, li explica com tot passa per una raó, però no aconsegueix posar-la en un estat d'ànim positiu. Després de la seva sessió, la Lydia coneix els Maitland mentre passen per la casa intentant espantar els Deetze. Lydia vol marxar de casa tant com els Maitland volen que la seva família surti, així que intenta convèncer el seu pare que la casa està embruixada, només per descobrir que ell i la Delia estan compromesos.
Sentint com si Charles només intentés reemplaçar la seva mare, Lydia fuig al terrat, on un Beetlejuice deprimit lamenta que mai el veuran. Tanmateix, s'extasia quan s'adona que Lydia si el pot veure i intenta convèncer-la que no es suïcidi, amb la intenció d'aconseguir que l'alliberi de la seva maledicció. Lydia es burla de Beetlejuice, però no diu el seu nom. Els Maitland vénen a comprovar com està Lydia, només per ser posseïts per Beetlejuice perquè digui coses positives sobre ell per convèncer encara més la Lydia. En assabentar-se de que existeix la possessió i que qualsevol fantasma pot fer-ho, independentment de l'habilitat, Lydia decideix no col·laborar amb Beetlejuice i, en canvi, treballar amb els Maitland per arruïnar la festa de Charles.
A la festa del sopar, Barbara i Adam posseeixen Charles, Delia i els seus convidats. Tanmateix, en comptes d'espantar-se, els inversors veuen els fantasmes com un possible negoci; fent-los més interessats pel projecte de Charles. Sentint-se desesperada, Lydia recorre a convocar a Beetlejuice. Ara visible per als vius i capaç d'afectar el món que l'envolta, envia els Maitland a les golfes abans d'expulsar a Charles, Delia i els inversors de casa, per a l'alegria de la Lydia.

### Segon Acte
Una Girl Scout anomenada Skye explica a l'audiència com té una malaltia cardíaca on qualsevol cosa impactant podria aturar el seu cor, però que, tanmateix, està emocionada de ser una Girl Scout. Toca el timbre de la casa dels Deetze i és rebuda per Lydia, que la convida a entrar. Tanmateix, apareix Beetlejuice i l'espanta. Convoca més versions d'ell mateix per ajudar a la Lydia a espantar tots els visitants que arriben a la casa. També li diu a Lidia que, com que ara viu i treballa entre els morts, també hauria de seguir les seves regles i li dona una còpia del «Manual per als difunts recentment». Però com que no està morta, no el pot obrir. Malgrat això, s'adona que podria ajudar-la a retrobar-se amb la seva mare i corre cap a les golfes per demanar l'ajuda de Barbara i Adam. Sentint-se sol i traït de nou, Beetlejuice parla amb els seus clons sobre com vol sortir de casa per connectar finalment amb la gent ara que se'l pot veure. Per aconseguir-ho, decideix enganyar la Lydia perquè es casi amb ell, cosa que li permetrà vagar lliurement pel món dels vius.
A l'àtic, Bàrbara i Adam ajuden a Lydia a obrir el manual quan s'adonen que haurien d'haver anat directament a l'Inframón en lloc de quedar-se a casa seva. Adam obre la porta de l'Inframón, però Barbara la tanca i tanca el manual. Lydia s'enfada perquè esperava utilitzar el llibre per retrobar-se amb la seva mare morta i se'n va decebuda. Barbara s'adona que les seves pors els havien estat frenant, així que decideixen convertir-se en persones més atrevides i millors.
Delia, Charles i el guru de Delia, anomenat Otho, tornen a entrar a la casa per rescatar a Lydia, portant una caixa que suposadament pot atrapar ànimes. Beetlejuice enganya a Lydia dient-li que llegir un passatge del llibre ressuscitarà la seva mare, però en canvi, sense saber-ho, comença a exorcitzar la Barbara i es veu obligada a acceptar casar-se amb Beetlejuice per aturar-ho. Atura l'exorcisme i obre una porta a l'Inframón per enviar definitivament els Maitlands, però Lydia salta per la porta, amb Charles darrere perseguint-la. Enfurismat perquè el seu pla ha fracassat de nou, Beetlejuice decideix matar a tothom a la casa.
Lydia i Charles entren a l'Inframón i són rebuts per Miss Argentina, que juntament amb altres residents a l'inframón, els insta a tornar al món viu. Aleshores es troben amb Juno, directora de Duanes i Processos de l'Inframón, que aviat descobreix que encara són vius. Lydia fuig de Juno i busca frenèticament la seva mare a l'Inframón, però no la troba. Charles troba a Lydia en angoixa i es reconcilia amb ella.
Els Deetze tornen a la casa, on Beetlejuice es prepara per matar a tothom. Lydia planeja enganyar-lo acceptant casar-se amb ell. El casament dona vida a Beetlejuice, permetent a Lydia apunyalar-lo i matar-lo de nou, fent-lo «Difunt recentment». Lydia i els Maitland intenten enviar-lo de tornada a l'Inframon, però apareix Juno, que es revela com la mare de Beetlejuice i intenta tornar a portar a Lydia amb ella a l'Inframón. Beetlejuice resisteix a Juno, després d'haver après a apreciar la vida en la seva breu experiència. Juno fingeix emocionar-se pel discurs de Beetlejuice i el llença fora de casa, on uns cucs de terra mengen els fantasmes. Els Maitland, Charles i Delia es neguen a deixar que Juno prengui a Lydia. Aleshores, Beetlejuice s'estavella contra la paret muntant un cuc de terra, que es menja a Juno.
Beetlejuice diu el seu últim adéu a tothom abans de marxar. Els Deetze i els Maitland s'alegren de la seva victòria i accepten compartir la casa mentre netegen i arreglen els danys. Lydia accepta que, tot i que la seva mare ha marxat, encara queda molt per gaudir a la vida.

## Repartiment
| Personatge       | 2019               | 2022             | Gira nacional           |
| ---------------- | ------------------ | ---------------- | ----------------------- |
| Beetlejuice      | Alex Brightman     | Alex Brightman   | Justin Collette         |
| Lydia Deetz      | Sophia Anne Caruso | Elizabeth Teeter | Isabella Esler          |
| Adam Maitland    | Rob McClure        | David Josefsberg | Will Burton             |
| Barbara Maitland | Kerry Butler       | Kerry Butler     | Britney Coleman         |
| Delia Schlimmer  | Leslie Kritzer     | Leslie Kritzer   | Kate Marilley           |
| Miss Argentina   | Leslie Kritzer     | Michelle Aravena | Danielle Marie Gonzalez |
| Charles Deetz    | Adam Dannheisser   | Adam Dannheisser | Jesse Sharp             |
| Maxie Dean       | Danny Rutigliano   | Danny Rutigliano | Brian Vaughn            |
| Juno             | Jill Abramovitz    | Zonya Love       | Karmine Alers           |
| Otho             | Kelvin Moon Loh    | Kelvin Moon Loh  | Abe Goldfarb            |
| Skye             | Dana Steingold     | Dana Steingold   | Jackera Davis           |

## Números musicals
| I Acte - "Prologue: Invisible" - Lydia & Companyia - "The Whole "Being Dead" Thing" – Beetlejuice & Companyia - "Ready, Set, Not Yet" – Adam i Barbara - "The Whole "Being Dead" Thing, Pt. 2" – Beetlejuice & Companyia - "The Whole "Being Dead" Thing, Pt. 3" – Beetlejuice - "Dead Mom" – Lydia - "Fright of Their Lives" – Beetlejuice, Adam, Barbara & Companyia - "Ready Set, Not Yet" (reprise) – Barbara i Adam - "No Reason" – Delia i Lydia - "Invisible" (reprise)/"On the Roof" – Beetlejuice - "Say My Name" – Beetlejuice, Lydia, Barbara i Adam - "Day-O (The Banana Boat Song)" – Delia, Charles, Maxie, Maxine & Companyia | - "Girl Scout" – Skye - "That Beautiful Sound" – Beetlejuice, Lydia & Companyia - "That Beautiful Sound" (reprise) – Beetlejuice & Companyia - "Barbara 2.0" – Barbara i Adam - "The Whole "Being Dead" Thing, Pt. 4" – Beetlejuice - "Good Old Fashioned Wedding" – Beetlejuice - "What I Know Now" - Miss Argentina & Companyia - "Home" - Lydia - "Creepy Old Guy" – Lydia, Adam, Barbara, Beetlejuice, Charles, Delia & Companyia - "Jump in the Line (Shake, Senora)" / "Dead Mom" (reprise) / "Home" (reprise) / "Day-O" (reprise) – Lydia, Barbara, Adam, Delia i Charles |

Notes
1. 1 2 3 4  No inclòs en l'àlbum de la gravació original de Broadway.

### Gravació original de Broadway
La Gravació original de Broadway es va publicar digitalment el 7 de juny de 2019 per Ghostlight Records.
El 30 d'octubre de 2020, un àlbum titulat Beetlejuice – The Demos! The Demos! The Demos! va ser publicat per Ghostlight Records amb 24 pistes d'enregistraments de proves del compositor i lletrista del musical Eddie Perfect gravades entre 2014 i 2019 durant el desenvolupament del musical. Compta amb cançons del musical i altres que finalment van ser tallades, així com comentaris de Perfect.

## Produccions

### Washington D.C. (2018)
El musical es va representar al National Theatre de Washington, D.C. com a prova del 14 d'octubre al 18 de novembre de 2018. La producció va ser dirigida per Alex Timbers i coreografiada per Connor Gallagher, amb la direcció musical de Kris Kukul, disseny escènic de David Korins, disseny de vestuari de William Ivey Long, disseny d'il·luminació de Kenneth Posner, disseny de so de Peter Hylenski, disseny de projecció Peter Nigrini, disseny de titelles de Michael Curry, efectes especials de Jeremy Chernick, il·lusions de Michael Weber, producció musical de Matt Stine i arranjaments de ball de David Dabbon. El repartiment incloïa Alex Brightman en el paper principal al costat de Sophia Anne Caruso com a Lydia, Kerry Butler i Rob McClure com a Barbara i Adam, Leslie Kritzer i Adam Dannheisser com a Delia i Charles, Jill Abramovitz i Danny Rutigliano com a Maxine i Maxie, i Kelvin Moon Loh com a Otho.

### Broadway (2019–2020, 2022)
Beetlejuice es va estrenar a Broadway al Winter Garden Theatre amb el mateix repartiment i equip creatiu. Les previsualitzacions van començar el 28 de març de 2019, amb una nit d'estrena oficial el 25 d'abril de 2019. David Josefsberg va assumir el paper d'Adam el setembre de 2019. i el suplent Presley Ryan va assumir el paper de Lydia el febrer del 2020 durant les dues últimes setmanes de la producció. A causa d'un compromís contractual amb el teatre per donar lloc a un renaixement de The Music Man, la producció estava programada per tancar-se al Winter Garden el 6 de juny de 2020.
Després d'un total de 27 previsualitzacions i 366 actuacions, la producció va fer l'última al Winter Garden l'11 de març de 2020, abans que The Broadway League tanqués totes les produccions de Broadway a causa de la pandèmia de COVID-19.
La producció es va reobrir al Marquis Theatre el 8 d'abril de 2022, amb Brightman tornant al paper principal i Butler, Josefsberg, Dannheisser, Rodriguez Kritzer, Loh, Rutigliano i Steingold repetint els seus papers. Elizabeth Teeter es va unir al repartiment com a Lydia, amb Michelle Aravena com a Miss Argentina i Zonya Love com a Juno.
El musical va finalitzar la producció el 8 de gener de 2023, i va començar una gira nacional als Estats Units al Carson Center de Paducah, Kentucky, l'1 de desembre de 2022, amb espectacles en diferents ubicacions fins a l'octubre de 2023. Justin Collette interpreta el paper principal, amb Isabella Esler com a Lydia, Britney Coleman com a Barbara i Will Burton. com Adam i Karmine Alers com Maxine; Timbers va tornar a dirigir i Gallagher va fer la coreografia.

### Corea del Sud (2021)
Beetlejuice es va representar a Seül, Corea del Sud, al Sejong Center for the Performing Arts, el juliol i l'agost de 2021. Jung Sung-hwa i Yoo Jun-sang van compartir el paper principal.